# 모공정

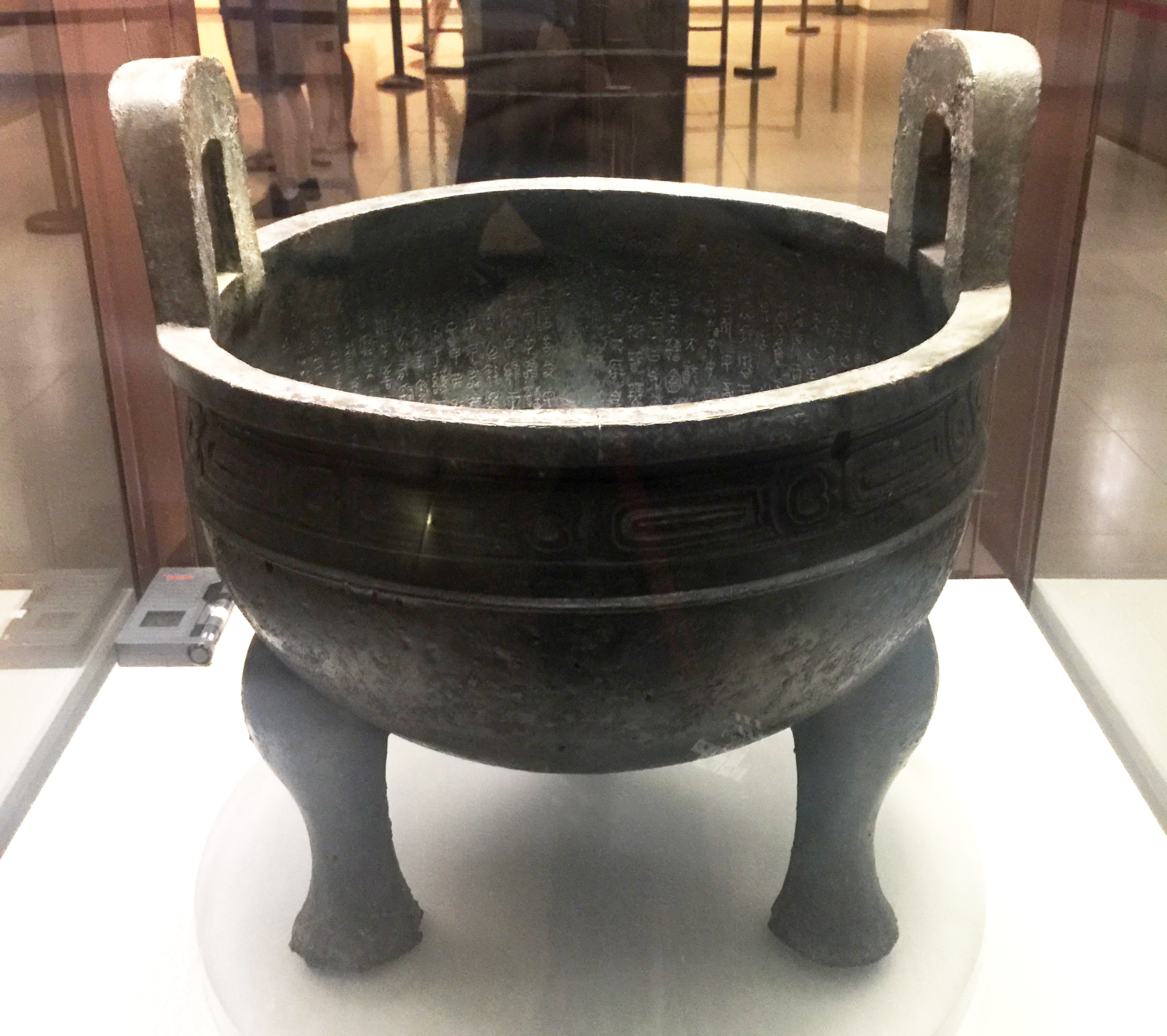

모공정(毛公鼎)은 서주 선왕대의 정이다. 취옥백채 및 육형석과 함께 국립고궁박물원의 3대 보물이다.

## 형태

### 외양
모공정은 높이 53.8cm, 솥의 깊이 27.2cm, 솥의 구경 47cm, 무게 34.7kg이다. 입이 크고 솥은 둥근 형태이며, 솥 테두리에는 여러 원이 그려진 무늬가 있다. 위에는 큰 귀 두 개가 있고, 솥 아래에는 짐승 발굽 형태 발이 세 개 있다.

### 유래
모공정은 솥 안에 32행 500개의 명문(銘文)이 새겨져 있다. 이는 서주(西周) 말기 1편의 완정한 책명서(冊命書)이다. 글 내용은 주 선왕(周宣王)의 재위 초기에 조정을 진흥시키기 위하여 자신의 숙부 모공(毛公) 음(瘖) 혹은 흠(歆)에게 국가 대소 사무를 처리하도록 명령하고, 모공 일족에게는 금위군(禁衛軍)을 맡아 왕실을 보위하도록 명령하며, 아울러 주식(酒食), 예복(禮服), 옥석(玉石), 거마(車馬), 병기(兵器)를 하사하니, 모공이 왕의 임명에 감사함을 느껴 이 정을 주조하여 기념하고자 한다는 것이다.

## 같이 보기
- 금문
- 취옥백채